# Église Notre-Dame-de-la-Nativité de Tousson
L’église Notre-Dame-de-la-Nativité, ou de la Nativité-de-la-Vierge, est un édifice religieux catholique situé à Tousson, en France.

## Situation et accès
L’édifice est situé à l’angle des rues de la Roncelette et du Repos, en face de la rue de la Mairie, à l’est du village de Tousson. Plus largement, il se trouve dans le département de Seine-et-Marne, en région Île-de-France.

## Histoire
L'église daterait du XIIe siècle. Devant la dégradation de son état, elle est restaurée à la fin du XIXe siècle par l'abbé Gagneux, curé de Tousson et Nanteau-sur-Essonne, conjoitement avec l'église de cette dernière paroisse. Menant une vie modeste, Gagneux parvient toutefois à lever suffisamment de fonds pour ces travaux grâce à ses démarches et sa bonne réputation. Ses entreprises sont ainsi décorées d'une médaille d'honneur. Le 12 octobre 1909, durant un orage qui sévit en Île-de-France et en Normandie, la foudre s'abat sur l'église : malgré des secours rapides par les habitants et les pompiers, le clocher est en partie détruit par les flammes.